# Baikiaea robynsii
Baikiaea robynsii là một loài thực vật có hoa trong họ Đậu. Loài này được Ghesq. miêu tả khoa học đầu tiên.